# Igea
Igea (o Igiea, in greco antico Ὑγίεια o Ὑγεία, con il significato di "salute", "rimedio", "medicina") è una figura della mitologia greca e poi romana.

## Il culto di Igea

La "Coppa di Igea"

Figlia di Asclepio e di Epione, è la dea della salute e dell'igiene, termine che prende il nome dalla dea. 
Nella religione greca e romana, il culto di Igea è associato strettamente a quello del padre Asclepio, tutelando in questo modo l'intero stato di salute dell'individuo. Igea viene invocata per prevenire malattie e danni fisici, Asclepio per la cura delle malattie e il ristabilimento della salute persa.
Nella mitologia romana, Igea viene indicata come Salus o Valetudo, sinonimi, in latino, di "(buona) salute".

## Igea nell'arte classica
Igea era raffigurata con l'aspetto di una giovane donna prosperosa, nell'atto di dissetare un serpente servendosi di una coppa. In un'altra raffigurazione, la si vede seduta su un seggio, con la mano sinistra appoggiata a un'asta, mentre con la mano destra porge una patera a un serpente che, lambendola, si innalza da un'ara posta davanti alla dea.